# Charlize Theron
Charlize Theron (Benoni,  Sudáfrica, 7 de agosto de 1975) es una actriz, actriz de voz, modelo, activista y productora sudafricana y estadounidense. Es una de las actrices mejor pagadas del mundo, y ha recibido varios reconocimientos, incluido un Premio de la Academia y un Globo de Oro.  En 2016, Time la nombró una de las 100 personas más influyentes del mundo.
Theron saltó a la fama internacional en la década de 1990 al interpretar a la protagonista femenina de las películas de Hollywood The Devil's Advocate (1997), Mighty Joe Young (1998) y The Cider House Rules (1999). Recibió elogios de la crítica por su interpretación de la asesina en serie Aileen Wuornos en Monster (2003), por la que ganó el Oso de Plata y el Premio de la Academia a la Mejor Actriz, convirtiéndose en la primera sudafricana en ganar un Oscar como actriz. Recibió otra nominación al Premio de la Academia por interpretar a una mujer víctima de abuso sexual que busca justicia, en el drama North Country (2005).
Theron ha protagonizado varias películas de acción de éxito comercial, entre ellas The Italian Job (2003), Hancock (2008), Blancanieves y el cazador (2012), Prometheus (2012), Mad Max: Fury Road (2015), The Fate of the Furious (2017), Rubia Atómica (2017), La vieja guardia (2020), F9 (2021) y Fast X (2023). Recibió elogios por interpretar a mujeres con problemas en las comedias dramáticas de Jason Reitman Young Adult (2011) y Tully (2018), y por interpretar a Megyn Kelly en el drama biográfico Bombshell (2019), por el que recibió su tercera nominación al Premio de la Academia.
Desde principios de la década de 2000, Theron incursionó en la producción cinematográfica con su empresa Denver and Delilah Productions. Ha producido numerosas películas, en muchas de las cuales tuvo un papel protagónico, entre ellas The Burning Plain (2008), Dark Places (2015) y Long Shot (2019). Theron se convirtió en ciudadana estadounidense en 2007, conservando su ciudadanía sudafricana. Ha sido honrada con una estrella cinematográfica en el Paseo de la Fama de Hollywood.

## Biografía

### Primeros años
Theron nació en Benoni, en la antigua provincia sudafricana de Transvaal y hoy en día provincia de Gauteng. Hija única de Gerda Maritz (también conocida como Gerta) y Charles Theron. Su madre posee ascendencia alemana y su padre ascendencia francesa (occitana) y neerlandesa. La actriz es descendiente de los primeros colonos hugonotes y su tatara-tío fue Danie Theron, quien tuvo un papel importante en las Guerras de los bóeres. Theron es un apellido occitano (originalmente escrito Théron) que se pronuncia en afrikáans como Tronn, a pesar de que ha declarado en entrevistas que en Sudáfrica su apellido es pronunciado como Thrown. Cuando se mudó a los Estados Unidos cambió la pronunciación de su apellido. 
Aunque habla inglés fluidamente su idioma materno es el afrikáans. Creció en la granja de sus padres en Benoni, cerca de Johannesburgo. Su madre asesinó a su padre el 21 de junio de 1991, de un disparo. Charles Theron, quien era alcohólico, atacó físicamente a su madre y amenazó a ambas mujeres mientras estaba bajo los efectos del alcohol. El jurado declaró que el homicidio fue en defensa propia y su madre fue absuelta de todos los cargos.
Theron asistió a la escuela primaria Putfontein (Laerskool Putfontein) y según sus declaraciones aquellos años fueron un periodo en el que tuvo problemas de integración.

Solía usar gafas de nerd porque no podía ver y no gustaba a los muchachos. [...] No tenía novios, pero sí muchos enamoramientos [...] No estaba en el grupo de los populares. En la escuela había una chica muy popular y estaba obsesionada con ella [...] Una vez lloré porque no pude sentarme junto a ella [...] De hecho recibí mucha antipatía de las chicas malas entre los 7 y 11 años. Más o menos era un desastre en la escuela primaria. Cuando ingresé en la secundaria logré sacar todo de mi sistema y era más inmune a ese tipo de cosas.

A los trece años fue enviada a un internado e inició sus estudios en la National School of the Arts en Johannesburgo.
En 2007, Theron se naturalizó como ciudadana de los Estados Unidos,  conservando su ciudadanía sudafricana. 
Theron adoptó dos hijos: una hija en marzo de 2012  y otra hija en julio de 2015.  Se interesó por la adopción desde pequeña, cuando se dio cuenta de los orfanatos y de la gran cantidad de niños que había en ellos.  En abril de 2019, Theron reveló que Jackson, que entonces tenía siete años, es una niña transgénero. Ella dijo de sus hijas: "Nacieron quienes son y exactamente en qué parte del mundo se encontrarán cuando crezcan, y quiénes quieren ser, no es algo que yo pueda decidir". 
Theron dijo en 2018 que fue a terapia cuando tenía treinta años debido a la ira, y descubrió que se debía a su frustración al crecer durante el apartheid de Sudáfrica, que terminó cuando tenía 15 años. En 2019, Theron habló sobre su método de trabajar en los roles. Crear una identidad física junto con la parte emocional del personaje, dijo, es "un gran conjunto de herramientas que se suma a todo lo que ya estabas haciendo como actor. Es una cuestión de caso por caso, pero hay "Para mí, esta cosa hermosa que sucede cuando puedes conseguir ambos lados: el exterior y el interior. Es una dinámica realmente poderosa". Cuando me preparo para un papel, "casi lo trato como estudiar. Puedo encontrar un espacio donde esté solo, donde pueda concentrarme, donde no haya nadie en mi casa, y realmente pueda sentarme y estudiar, jugar y mirar mi cara y escuchar mi voz y caminar y ser un jodido idiota y mis perros son los únicos que están viendo eso".

## Trayectoria profesional

### 1991-1996
Aunque se veía a sí misma como bailarina,  Theron ganó un contrato de modelo de un año a los 16 años  en una competencia local en Salerno, Italia  y se mudó con su madre a Milán, Italia.  Después de que Theron pasó un año modelando por toda Europa, ella y su madre se mudaron a los Estados Unidos; residieron en la ciudad de Nueva York y Miami .  En Nueva York asistió a la Joffrey Ballet School, donde se formó como bailarina de ballet hasta que una lesión en la rodilla cerró esta carrera.   
En 1994,  Theron voló a Los Ángeles con un billete de ida que le compró su madre; Tenía la intención de trabajar en la industria cinematográfica.  Durante sus primeros meses allí vivió en un motel con el presupuesto de 300 dólares que le había dado su madre;  continuó recibiendo cheques de Nueva York y vivió "de cheque en cheque".  Theron robó pan de una canasta en un restaurante para sobrevivir.   Un día, fue a un banco de Hollywood Boulevard para cobrar algunos cheques, incluido uno que su madre le había enviado para ayudar con el alquiler; sin embargo; el cheque de su madre fue rechazado porque era de otro estado y ella no era ciudadana estadounidense.  Theron discutió y suplicó al cajero del banco hasta que el agente de talentos John Crosby,  que era el siguiente cliente detrás de ella, lo cobró y le dio su tarjeta de presentación.
Crosby introdujo a Theron en una escuela de actuación.  En 1995, interpretó su primer papel cinematográfico sin diálogos en la película de terror Children of the Corn III: Urban Harvest.  En el primer papel hablado de Theron, interpretó a la asesina a sueldo Helga Svelgen en 2 días en el valle (1996). A pesar de las críticas mixtas de la película, Theron llamó la atención por su belleza y por una escena en la que luchó contra el personaje de Teri Hatcher.  Theron temía ser encasillada como personajes similares a Helga y recordó que le pidieron que repitiera su actuación en la película durante las audiciones:  "Mucha gente decía: 'Deberías golpear mientras el hierro está caliente' [...] Pero "Jugar el mismo papel una y otra vez no te deja con ninguna longevidad. Y sabía que iba a ser más difícil para mí, debido a mi apariencia, diversificarme en diferentes tipos de papeles". 
Cuando audicionó para Showgirls, la codirectora de casting Johanna Ray le presentó a Theron al agente de talentos JJ Harris. Recordó haberse sorprendido por la confianza que Harris tenía en su potencial. Theron se ha referido a Harris como su mentora. Harris encontró guiones y películas para Theron en una variedad de géneros y la animó a convertirse en productora. Se desempeñó como agente de Theron durante más de 15 años.

### 1997-2002
La carrera de Theron se expandió a finales de la década de 1990. En el drama de terror The Devil's Advocate (1997), al que se le acredita como su película revelación,  Theron protagonizó junto a Keanu Reeves y Al Pacino el papel de la esposa atormentada de un abogado inusualmente exitoso. Posteriormente protagonizó la película de aventuras Mighty Joe Young (1998) como amiga y protectora de un gorila de montaña gigante, y en el drama The Cider House Rules (1999), como una mujer que busca un aborto en el Maine de la Segunda Guerra Mundial.  Mientras Mighty Joe Young fracasó en taquilla,  The Devil's Advocate y The Cider House Rules tuvieron éxito comercial.   Apareció en la portada de la edición de enero de 1999 de Vanity Fair como "White Hot Venus".  La edición de mayo de 1999 de la revista Playboy también presentó a Theron en su portada; Las fotos de Theron utilizadas por Playboy habían sido tomadas varios años antes cuando ella era una modelo desconocida, y Theron demandó sin éxito a la revista por publicarlas sin su consentimiento.  
A principios de la década de 2000, Theron continuó asumiendo papeles en películas como Reindeer Games (2000), The Yards (2000), The Legend of Bagger Vance (2000), Men of Honor (2000), Sweet November (2001), The Curse of the Jade Scorpion (2001) y Trapped (2002), todas las cuales, a pesar de lograr un éxito comercial limitado, ayudaron a consolidarla como actriz. Sobre este período de su carrera, Theron comentó: "Seguía encontrándome en un lugar donde los directores me respaldaban pero los estudios no. [Comencé] una historia de amor con los directores, a los que realmente admiraba. Me encontré a mí misma También hice películas realmente malas. Reindeer Games no fue una buena película, pero la hice porque amaba a [el director] John Frankenheimer". 

### 2003-2008

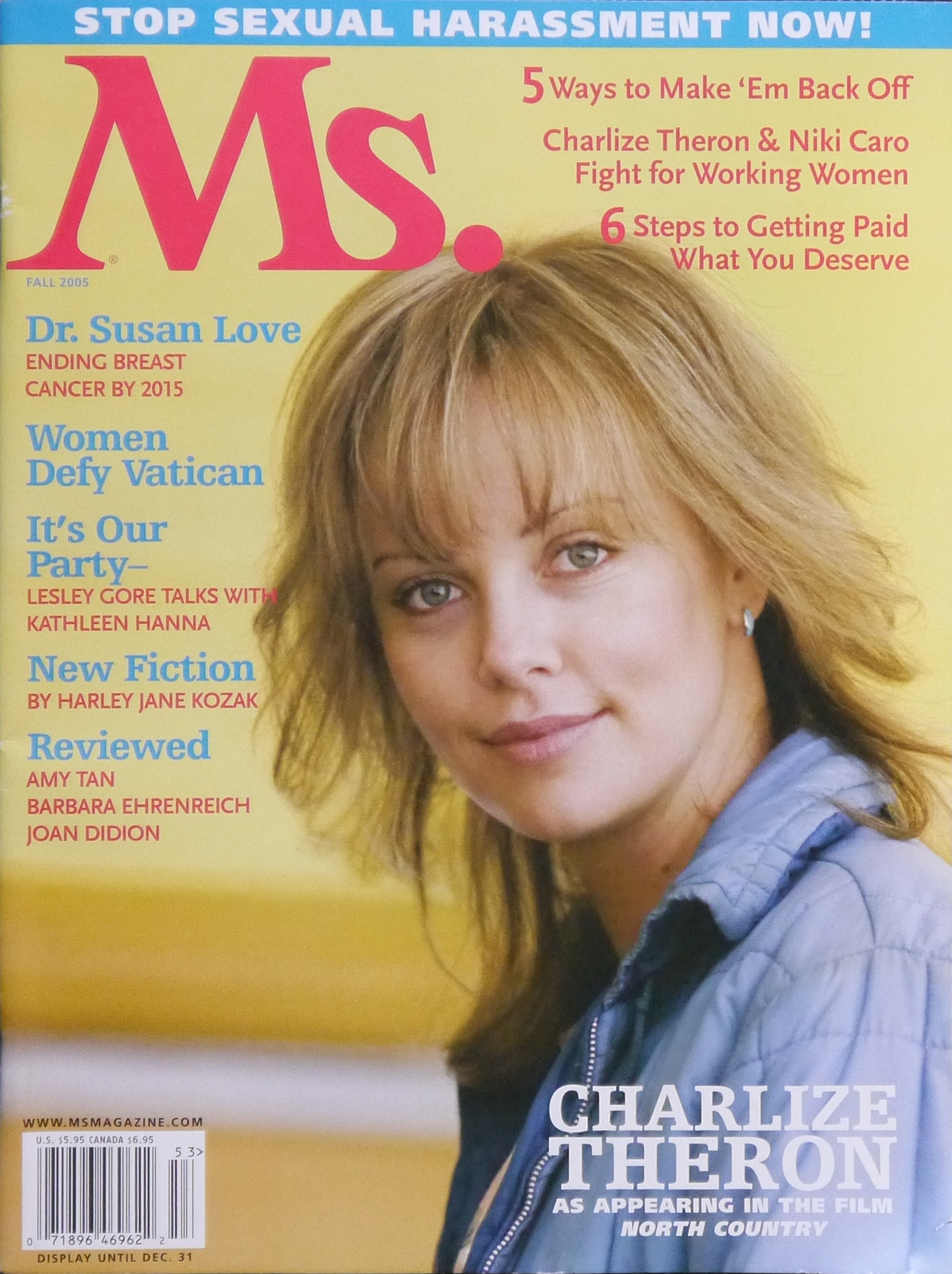
Theron en la portada de la revista Ms. en 2005

Theron interpretó a un técnico de cajas fuertes y bóvedas en la película sobre atracos de 2003 The Italian Job, un homenaje/ remake estadounidense de la película británica de 1969 del mismo nombre, dirigida por F. Gary Gray y junto a Mark Wahlberg, Edward Norton, Jason Statham, Seth Green y Donald Sutherland . La película fue un éxito de taquilla y recaudó 176 millones de dólares en todo el mundo. 
En Monster (2003), Theron interpretó a la asesina en serie Aileen Wuornos, una ex prostituta que fue ejecutada en Florida en 2002 por matar a seis hombres (no fue juzgada por un séptimo asesinato) a finales de los 80 y principios de los 90;  El crítico de cine Roger Ebert consideró que Theron realizó "una de las mejores actuaciones en la historia del cine".  Por su interpretación, recibió el Premio de la Academia a la Mejor Actriz en la 76.ª edición de los Premios de la Academia en febrero de 2004,  así como el Premio del Screen Actors Guild y el Premio Globo de Oro.  Es la primera sudafricana en ganar un Oscar a la mejor actriz.  La victoria en el Oscar la llevó a la lista de 2006 The Hollywood Reporter de las actrices mejor pagadas de Hollywood, ganando hasta 10 millones de dólares por una película; ella ocupó el séptimo lugar.  AskMen la nombró la mujer más deseable de 2003. 
Por su papel de la actriz y cantante sueca Britt Ekland en la película de HBO de 2004 La vida y muerte de Peter Sellers, Theron obtuvo nominaciones al Globo de Oro y al Premio Primetime Emmy.  En 2005, interpretó a Rita, el interés amoroso con problemas mentales de Michael Bluth (Jason Bateman), en la tercera temporada de la serie de televisión de Fox Arrested Development,  y protagonizó el thriller de ciencia ficción sin éxito financiero Æon Flux ; Por su trabajo de doblaje en el videojuego Aeon Flux, recibió un premio Spike Video Game Award a la mejor interpretación de una mujer humana.  

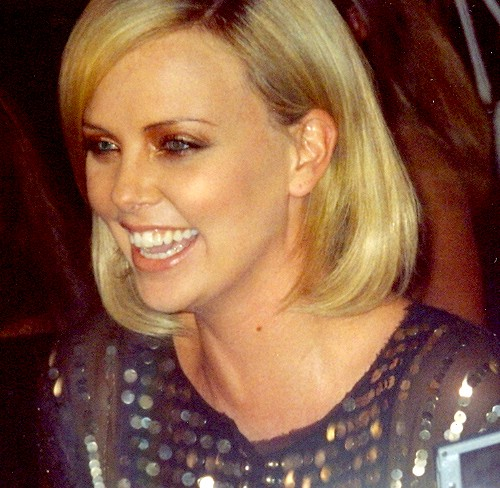
Theron asistiendo al estreno de North Country en el Festival Internacional de Cine de Toronto 2005

En el drama aclamado por la crítica North Country (2005), Theron interpretó a una madre soltera y a un trabajador de una mina de hierro que sufría acoso sexual. David Rooney de Variety escribió: "La película representa un siguiente paso seguro para la protagonista Charlize Theron. Aunque los desafíos de seguir un papel en el Oscar que redefinió su carrera han bloqueado a las actrices, Theron pasa de Monster a una actuación en muchos sentidos más lograda [... ] La fuerza tanto de la interpretación como del personaje anclan la película firmemente en la tradición de otros dramas sobre mujeres de clase trabajadora que lideran la lucha por cuestiones laborales industriales, como Norma Rae o Silkwood .  Roger Ebert se hizo eco del mismo sentimiento, llamándola "una actriz que tiene la belleza de una modelo pero que ha encontrado recursos dentro de sí misma para estos poderosos papeles sobre mujeres poco glamorosas en el mundo de los hombres".  Por su actuación, recibió nominaciones al Premio de la Academia y al Globo de Oro como Mejor Actriz.  La revista Ms. la honró por esta actuación con un artículo destacado en su edición de otoño de 2005.  El 30 de septiembre de 2005, Theron recibió una estrella en el Paseo de la fama de Hollywood. 
En 2007, Theron interpretó a un detective de policía en la película policial aclamada por la crítica In the Valley of Elah, y produjo y protagonizó el papel de una madre imprudente y desaliñada en la película dramática Sleepwalking, junto a Nick Stahl y AnnaSophia Robb. El Christian Science Monitor elogió esta última película y comentó que "a pesar de sus deficiencias y del inadecuado tiempo de pantalla asignado a Theron (que es bastante bueno), Sonambulismo tiene un núcleo de sentimiento".  En 2008, Theron interpretó a una mujer que enfrentó una infancia traumática en el drama The Burning Plain, dirigido por Guillermo Arriaga y junto a Jennifer Lawrence y Kim Basinger, e interpretó a la exesposa de un superhéroe alcohólico junto a Will Smith en la película de superhéroes Hancock. The Burning Plain tuvo un estreno limitado en los cines de EE. UU.,  pero recaudó 5.267.917 dólares fuera de EE. UU. Hancock ganó 624,3 millones de dólares en todo el mundo.  También en 2008, Theron fue nombrada Mujer del Año de Hasty Pudding Theatricals,  y el secretario general de la ONU, Ban Ki-moon, le pidió que fuera Mensajera de la Paz de la ONU. 

### 2009-2016
Sus estrenos cinematográficos en 2009 fueron el drama posapocalíptico The Road, en el que aparece brevemente en flashbacks, y la película animada Astro Boy, proporcionando su voz para un personaje. El 4 de diciembre de 2009, Theron copresentó el sorteo de la Copa Mundial de la FIFA 2010 en Ciudad del Cabo, Sudáfrica, acompañado por varias otras celebridades de nacionalidad o ascendencia sudafricana. Durante los ensayos, sacó un balón de Irlanda en lugar de Francia como broma a expensas de la FIFA, en referencia a la polémica del balonmano de Thierry Henry en el partido de repesca entre Francia e Irlanda.   El truco alarmó lo suficiente a la FIFA como para temer que pudiera volver a hacerlo frente a una audiencia global en vivo. 
Después de una pausa de dos años en el cine, Theron volvió a ser el centro de atención en 2011 con la comedia negra Young Adult . Dirigida por Jason Reitman, la película obtuvo elogios de la crítica, particularmente por su interpretación de una escritora fantasma de 37 años, alcohólica y divorciada, deprimida. Richard Roeper otorgó a la película una calificación A y afirmó que "Charlize Theron ofrece una de las actuaciones más impresionantes del año".  Fue nominada a un Globo de Oro y a varios premios más. Roger Ebert la llamó uno de los mejores actores que trabajan en la actualidad. 

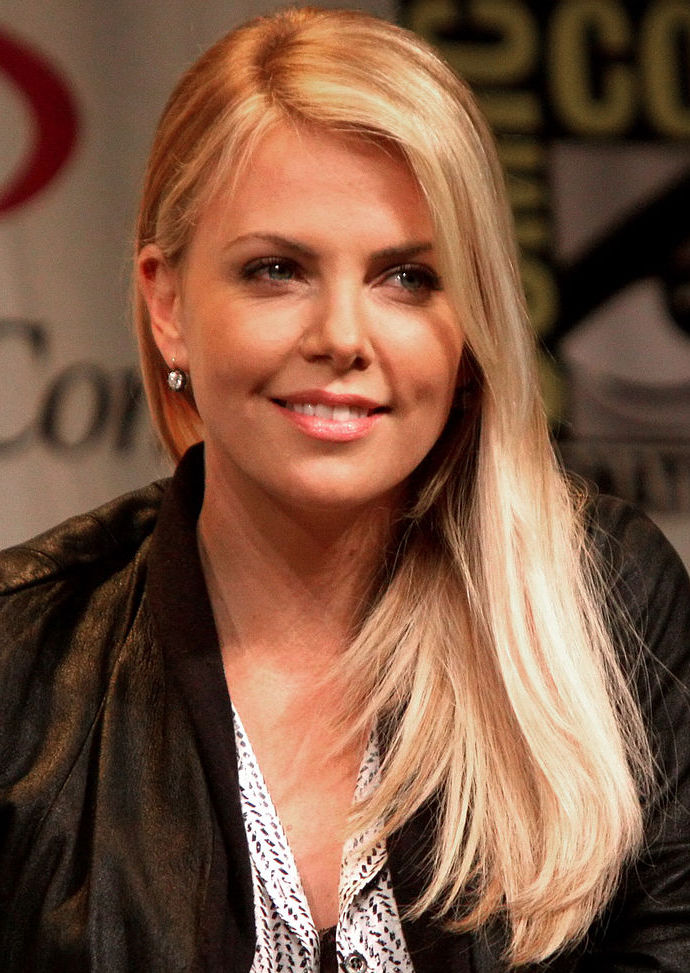
Theron promocionando Prometheus en la WonderCon 2012

En 2012, Theron asumió el papel de villano en dos películas de gran presupuesto. Interpretó a la malvada reina Ravenna, la malvada madrastra de Blancanieves, en Blancanieves y el cazador,  junto a Kristen Stewart y Chris Hemsworth, y apareció como miembro del equipo con una agenda oculta en Prometheus de Ridley Scott. Mick LaSalle del San Francisco Chronicle encontró que Blancanieves y el cazador es "[una] película lenta y aburrida que no tiene encanto y se destaca sólo por un puñado de efectos especiales y la reina verdaderamente malvada de Charlize Theron",  mientras que el crítico de The Hollywood Reporter, Todd McCarthy, al describir su papel en Prometheus, afirmó: "Theron está aquí en modo diosa del hielo, con énfasis en el hielo [...] pero perfecto para el papel de todos modos".  Ambas películas fueron grandes éxitos de taquilla y recaudaron alrededor de 400 millones de dólares a nivel internacional cada una.   Al año siguiente, Vulture / NYMag la nombró la estrella número 68 más valiosa de Hollywood.  El 10 de mayo de 2014, Theron presentó Saturday Night Live en NBC.   En 2014, Theron asumió el papel de la esposa de un infame forajido en la película de comedia occidental A Million Ways to Die in the West, dirigida por Seth MacFarlane, que recibió críticas mediocres y retornos de taquilla moderados.  
En 2015, Theron interpretó a la única superviviente de la masacre de su familia en la adaptación cinematográfica de la novela de Gillian Flynn, titulada Lugares oscuros, dirigida por Gilles Paquet-Brenner y coprotagonizada por  Nicholas Hoult, en la que tenía crédito de productora,  e interpretó a Imperator Furiosa en Mad Max: Fury Road (2015), junto a Tom Hardy y Nicholas Hoult.   Mad Max recibió elogios generalizados de la crítica, y los elogios fueron para Theron por la naturaleza dominante adoptada por su personaje.  La película recaudó 378,4 millones de dólares en todo el mundo.  Luego repitió su papel de la reina Rávena en la película de 2016 The Huntsman: Winter's War, una secuela de Blancanieves y el cazador,  que fue un fracaso comercial y de crítica.  En 2016, Theron interpretó a una médica y activista que trabaja en África Occidental en el drama romántico poco visto The Last Face, con Sean Penn,  prestó su voz para la película de fantasía stop-motion en 3D Kubo and the Two Strings, y produjo el drama independiente Brain on Fire . Ese año, Time la nombró en la lista Time 100 de las personas más influyentes del mundo. 

### 2017-2023

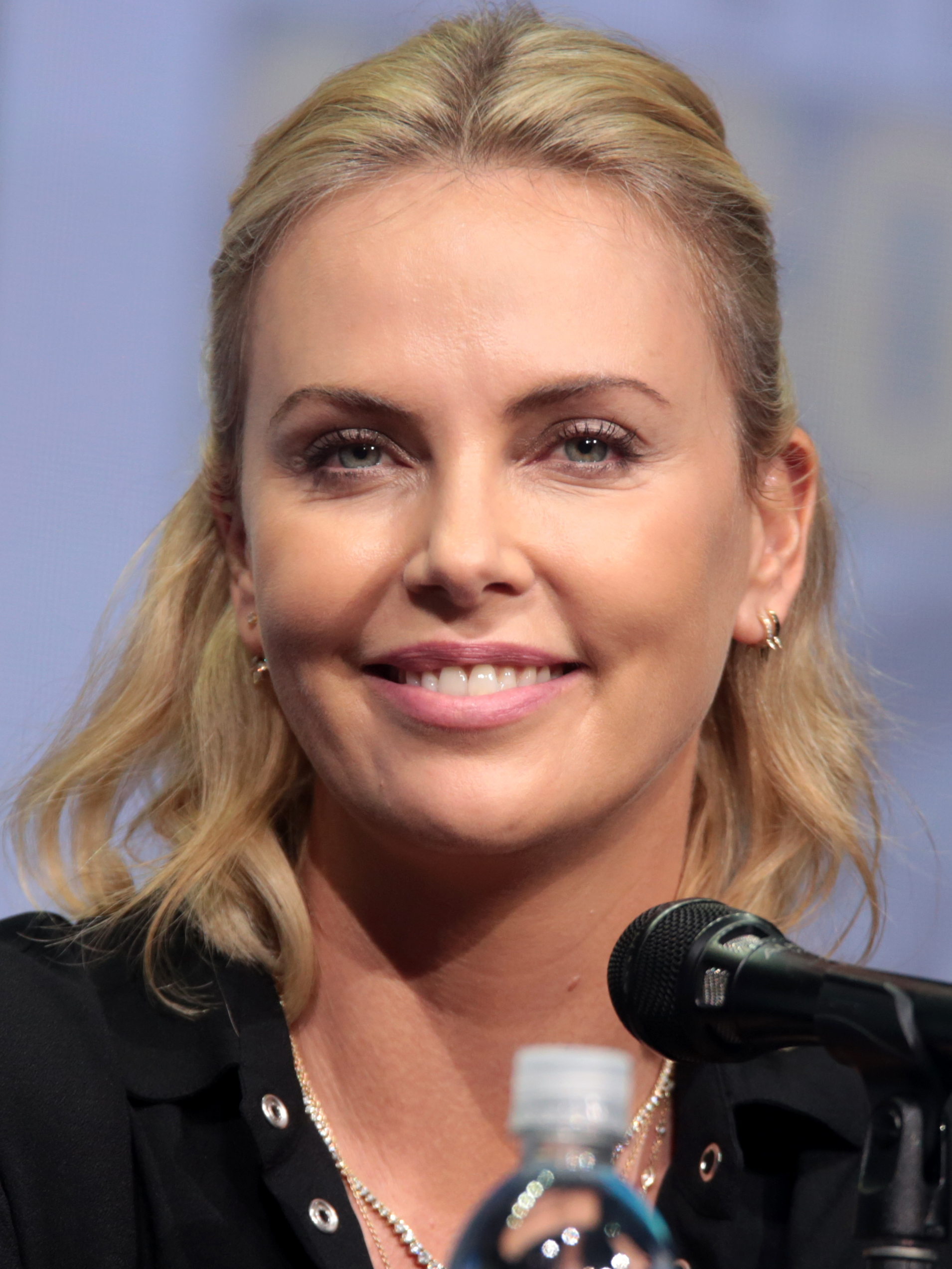
Theron en la Comic-Con de San Diego de 2017.

En 2017, Theron protagonizó El destino de los furiosos como el ciberterrorista Cipher, el principal antagonista de toda la franquicia, e interpretó a un espía en vísperas del colapso del Muro de Berlín en 1989 en Atomic Blonde, una adaptación de la novela gráfica. La ciudad más fría, dirigida por David Leitch .  El destino de los furiosos recaudó 1.200 millones de dólares en todo el mundo.  y Atomic Blonde fue descrita por Richard Roeper del Chicago Sun-Times como "un vehículo hábil para los encantos magnéticos y rudos de Charlize Theron, quien ahora es oficialmente una estrella de acción de primer nivel gracias a esta película y Mad Max: Fury". Camino ".  En la comedia negra Tully (2018), dirigida por Jason Reitman y escrita por Diablo Cody, Theron interpretó a una madre abrumada de tres hijos. La película fue aclamada por la crítica, que concluyó que "profundiza en la experiencia de la paternidad moderna con una mezcla admirablemente hábil de humor y cruda honestidad, que cobra vida gracias a una destacada actuación de Charlize Theron".  Interpretó a la presidenta de una corporación farmacéutica en la película policial Gringo y produjo la película dramática de guerra biográfica A Private War, ambas estrenadas en 2018. 
En 2019, Theron produjo y protagonizó la película de comedia romántica Long Shot, junto a Seth Rogen y dirigida por Jonathan Levine, en la que interpreta a una secretaria de Estado de Estados Unidos que se reencuentra con un periodista al que solía cuidar.  La película tuvo su estreno mundial en South by Southwest en marzo de 2019 y se estrenó el 3 de mayo de 2019 con críticas positivas de los críticos de cine.  A continuación, Theron interpretó a Megyn Kelly en el drama Bombshell, que ella coprodujo. Dirigida por Jay Roach, la película gira en torno a las acusaciones de acoso sexual formuladas contra el director ejecutivo de Fox News, Roger Ailes, por parte de ex empleadas.  Por su trabajo en la película, Theron fue nominada a un Premio de la Academia a la Mejor Actriz,  Premio Globo de Oro a la Mejor Actriz en una Película - Drama,  Premio Critics' Choice Movie a la Mejor Actriz,  Pantalla Premio del Sindicato de Actores a la Mejor Actuación de una Actriz en un Papel Protagónico,  y Premio BAFTA a la Mejor Actriz en un Papel Protagónico .  Ese mismo año, Forbes la ubicó como la novena actriz mejor pagada del mundo, con unos ingresos anuales de 23 millones de dólares.  En 2020, produjo y protagonizó junto a KiKi Layne The Old Guard, dirigida por Gina Prince-Bythewood .   Al año siguiente, repitió su papel de Cipher en F9, cuyo estreno originalmente estaba previsto para el 22 de mayo de 2020,  antes de su retraso hasta junio de 2021 debido a la pandemia de COVID-19 . 
En 2022, Theron apareció en algunos proyectos. Tras el estreno de la película en mayo, se reveló que Theron interpretaría al personaje de Clea en el Universo cinematográfico de Marvel (MCU), comenzando con su debut en la escena de mitad de créditos de la película de superhéroes Doctor Strange in the Multiverse of Madness .  Interpretó a Lady Lesso en la película de fantasía de Netflix The School for Good and Evil  y filmó un cameo en la apertura de la temporada 3 de The Boys como actriz interpretando a Stormfront. 
En 2023, Theron repitió su papel de Cipher en Fast X y fue productora ejecutiva de Last Call: When a Serial Killer Stalked Queer New York, una serie documental que gira en torno a un asesino en serie.

## Premios y nominaciones
| Año  | Premio                  | Categoría                                              | Trabajo nominado                    | Resultado | Ref.    |
| ---- | ----------------------- | ------------------------------------------------------ | ----------------------------------- | --------- | ------- |
| 2004 | BAFTA                   | Mejor actriz                                           | Monster                             | Nominada  | [ 103 ] |
| 2005 | BAFTA                   | Mejor actriz                                           | North Country                       | Nominada  | [ 104 ] |
| 2019 | BAFTA                   | Mejor actriz                                           | Bombshell                           | Nominada  | [ 105 ] |
| 2003 | Crítica Cinematográfica | Mejor actriz                                           | Monster                             | Ganadora  | [ 106 ] |
| 2005 | Crítica Cinematográfica | Mejor actriz                                           | North Country                       | Nominada  | [ 107 ] |
| 2011 | Crítica Cinematográfica | Mejor actriz                                           | Young Adult                         | Nominada  | [ 108 ] |
| 2015 | Crítica Cinematográfica | Mejor actriz                                           | Mad Max: Fury Road                  | Nominada  | [ 109 ] |
| 2015 | Crítica Cinematográfica | Mejor actriz de acción                                 | Mad Max: Fury Road                  | Ganadora  | [ 109 ] |
| 2018 | Crítica Cinematográfica | Mejor actriz de comedia                                | Tully                               | Nominada  | [ 110 ] |
| 2019 | Crítica Cinematográfica | Mejor reparto                                          | Bombshell                           | Nominada  | [ 111 ] |
| 2019 | Crítica Cinematográfica | Mejor actriz                                           | Bombshell                           | Nominada  | [ 111 ] |
| 2003 | Globos de Oro           | Mejor actriz - Drama                                   | Monster                             | Ganadora  | [ 112 ] |
| 2004 | Globos de Oro           | Mejor actriz de reparto - Serie, miniserie o telefilme | The Life and Death of Peter Sellers | Nominada  | [ 113 ] |
| 2005 | Globos de Oro           | Mejor actriz - Drama                                   | North Country                       | Nominada  | [ 114 ] |
| 2011 | Globos de Oro           | Mejor actriz - Comedia o musical                       | Young Adult                         | Nominada  | [ 115 ] |
| 2018 | Globos de Oro           | Mejor actriz - Comedia o musical                       | Tully                               | Nominada  | [ 115 ] |
| 2019 | Globos de Oro           | Mejor actriz - Drama                                   | Bombshell                           | Nominada  | [ 116 ] |
| 2003 | Independent Spirit      | Mejor ópera prima                                      | Monster                             | Ganadora  | [ 117 ] |
| 2003 | Independent Spirit      | Mejor actriz                                           | Monster                             | Ganadora  | [ 117 ] |
| 2003 | Premios Óscar           | Mejor actriz                                           | Monster                             | Ganadora  | [ 118 ] |
| 2006 | Premios Óscar           | Mejor actriz                                           | North Country                       | Nominada  | [ 119 ] |
| 2019 | Premios Óscar           | Mejor actriz                                           | Bombshell                           | Nominada  | [ 120 ] |
| 1999 | Satellite               | Mejor actriz de reparto - Drama                        | The Cider House Rules               | Nominada  | [ 121 ] |
| 2003 | Satellite               | Mejor actriz - Drama                                   | Monster                             | Ganadora  | [ 122 ] |
| 2005 | Satellite               | Mejor actriz - Drama                                   | North Country                       | Nominada  | [ 123 ] |
| 2011 | Satellite               | Mejor actriz - Drama                                   | Young Adult                         | Nominada  | [ 124 ] |
| 2019 | Satellite               | Mejor actriz - Drama                                   | Bombshell                           | Nominada  | [ 125 ] |
| 1999 | Sindicato de Actores    | Mejor reparto                                          | The Cider House Rules               | Nominada  | [ 126 ] |
| 2003 | Sindicato de Actores    | Mejor actriz                                           | Monster                             | Ganadora  | [ 127 ] |
| 2004 | Sindicato de Actores    | Mejor actriz de televisión - Miniserie o telefilme     | The Life and Death of Peter Sellers | Nominada  | [ 128 ] |
| 2005 | Sindicato de Actores    | Mejor actriz                                           | North Country                       | Nominada  | [ 129 ] |
| 2019 | Sindicato de Actores    | Mejor reparto                                          | Bombshell                           | Nominada  | [ 130 ] |
| 2019 | Sindicato de Actores    | Mejor actriz                                           | Bombshell                           | Nominada  | [ 130 ] |